# کریستین ۶۲۸

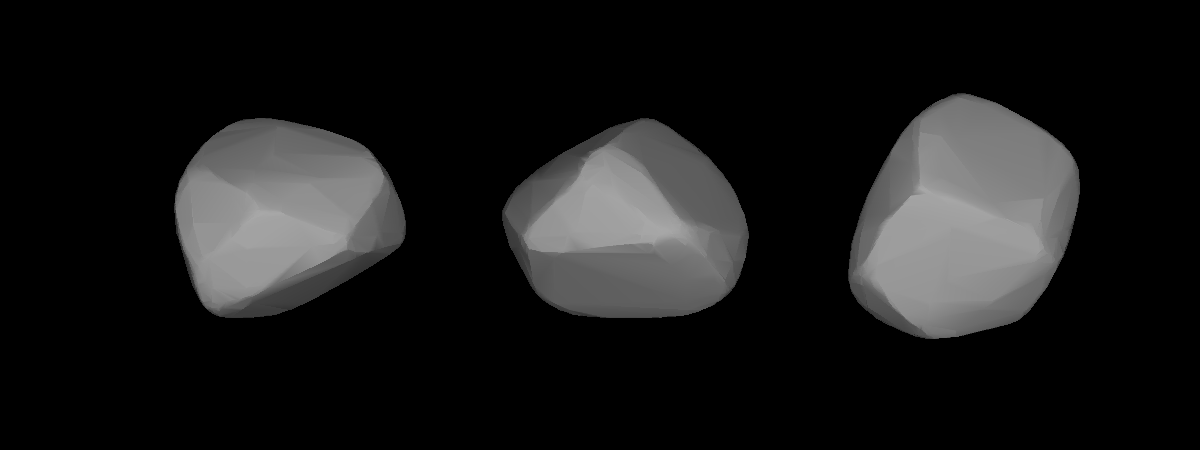
مدل سه‌بُعدی سیارک کریستین ۶۲۸ بر اساس منحنی نور آن

سیارک ۶۲۸ (به انگلیسی: 628 Christine، نامگذاری:1907XT) ششصد و بیست و هشتمین سیارک کشف شده‌است که در ۷ مارس ۱۹۰۷ و در هایدلبرگ کشف شد.
قدر مطلق سیارک برابر ۹٫۲۵ است.